# Adieu Léonard
Adieu Léonard è un film del 1943 diretto da Pierre Prévert.

## Trama
Il film è un giallo in cui un personaggio losco vorrebbe che Léonard assassinasse un poeta.